# Tiburon (Haiti)
Tiburon, in creolo haitiano Tibiwon, è un comune di Haiti facente parte dell'arrondissement di Chardonnières nel dipartimento del Sud.